# Comaroma maculosa
Comaroma maculosa är en spindelart som beskrevs av Ryoji Oi 1960. Comaroma maculosa ingår i släktet Comaroma och familjen Anapidae. Inga underarter finns listade i Catalogue of Life.